# Wojciech Szczęsny
Wojciech Tomasz Szczęsny (født 18. april 1990 i Warszawa) er en polsk professionel fodboldspiller, som spiller for La Liga-klubben FC Barcelona og Polens landshold.

## Klubkarriere
Han kom til Arsenal F.C. som ungdomsspiller og spillede, kun afbrudt af et 7 måneder langt lejeophold hos Brentford F.C., spillet for Arsenal indtil 2015, hvor han blev udlejet til Roma. Han debuterede for "The Gunners" den 22. september 2009 i et Carling Cup-opgør mod West Bromwich Albion og spillede sin første Premier League-kamp 13. december 2010 på udebane mod ærkerivalerne Manchester United. Han nåede i alt 132 kampe for Arsenal.
Efter to sæsoner, hvor han var udlånt til Roma, skrev Szczęsny i sommeren 2017 kontrakt med Juventus.

## Landshold
Szczęsny spillede enkelte kampe på de polske ungdomslandshold. Han har desuden spillet (pr. 26. november 2022) noteret for 67 kampe for Polens landshold, som han debuterede for den 18. november 2009 i en venskabskamp mod Canada.

## Titler
FA Cup
- 2014 med Arsenal F.C.

Community Shield
- 2014 med Arsenal F.C.